# Orpheus-Island-Nationalpark
Der Orpheus-Island-Nationalpark (engl.: Orpheus Island National Park) ist ein Nationalpark im Nordosten des australischen Bundesstaates Queensland. Er liegt 1.189 Kilometer nordwestlich von Brisbane und 45 Kilometer östlich von Ingham.
Pelorus Island liegt 800 Meter nördlich von Orpheus Island. Zum Nationalpark gehört ebenfalls der Albino Rock 2,6 Kilometer westlich von Great Palm Island. Die zum Nationalpark gehörenden Inseln sind Teil der Local Government Area Hinchinbrook Shire.
In der Nachbarschaft liegen die Nationalparks Hinchinbrook Island, Halifax Bay Wetlands und Paluma Range.

## Namensherkunft
Die örtlichen Aborigines nennen die Insel Goolboddi Island. Den Namen 'Orpheus Island' erhielt die Insel 1887 von Leutnant G. E. Richards, um an die 1863 vor Auckland gesunkene HMS Orpheus zu erinnern.

## Landesnatur
Orpheus Island wurde vor 280 Mio. Jahren von Magma geformt, das in die Spalten der Granitfelsbasis drang. Dabei entstanden typische, ringförmige Dykes, die sich in Spinnennetzform ausbreiteten. Die auf dem Festlandsockel gelegene Insel ist etwa 12 km lang. Ihre Breite variiert zwischen 1 und 2,5 Kilometer. Sie bietet felsige Kaps und feine Sandstrände und ist von Korallenriffen umgeben.

## Flora und Fauna
Die Insel ist hauptsächlich mit lichtem Eukalyptus- und Akazienwald bedeckt. Tropischer Regenwald wächst in geschützten Tallagen und Buchten. Dort findet man Feigenbäume und die typischen Macarangabäume mit ihren herzförmigen Blättern. Gelegentlich trifft man auch auf kleine Streifen von Grasland.
Etliche Säugetiere und Reptilien leben auf Orpheus Island, ebenso wie Wasser- und Landvögel. Beispiel für die Wasservögel sind der Fischadler und der Reiher, für die Landvögel das Rotbein-Großfußhuhn.

## Einrichtungen und Zufahrt
Das Zelten ist in Yanks Jetty, South Beach und Pioneer Bay gestattet. In Yanks Jetty und Pioneer Bay gibt es Toiletten, in Yanks Jetty zusätzlich Gasgrills. Auf der Insel befinden sich eine Forschungsstation der James Cook University und ein exklusiver Urlaubsresort. Straßen und angelegte Wanderwege gibt es nicht.
Die Insel ist mit privaten oder Charterbooten erreichbar.